# Święto Narodowe Francji
Święto Narodowe Francji (fr. Fête nationale française) – najważniejsze święto narodowe obchodzone w Republice Francuskiej 14 lipca. Jest dniem wolnym od pracy.

## Znaczenie daty
14 lipca 1789 od szturmu na Bastylię rozpoczęła się Wielka Rewolucja Francuska. Wtedy została obalona monarchia absolutna we Francji. Rok później na paryskim Polu Marsowym zorganizowano uroczystości upamiętniające wybuch rewolucji nazwane Świętem Federacji. Tego dnia król Ludwik XVI złożył przysięgę wierności wobec postanowień Konstytuanty. Po raz kolejny święto obchodzono dopiero w 1792 po czym zaprzestano jego celebrowania.
14 lipca został oficjalnie ustanowiony corocznym Świętem Narodowym Francji 6 lipca 1880 (ustawa przyjęta przez Zgromadzenie Narodowe 8 czerwca i Senat 29 czerwca) ku pamięci zdobycia Bastylii i Święta Federacji.
We Francji obchody tego święta są bardzo uroczyste. Są pokazy sztucznych ogni i defilady. Podczas tego święta śpiewa się Marsyliankę, hymn Francji.

## Przebieg święta
W dniach 13-15 lipca odbywają się w większości miast francuskich pokazy sztucznych ogni. 14 lipca na Polach Elizejskich w Paryżu odbywają się parady wojskowe z udziałem francuskich urzędników państwowych i zagranicznych gości.
Podczas II wojny światowej obchody 14 lipca były od 1940 zakazane przez niemiecko-włoskiego okupanta. Marionetkowe Państwo Francuskie celebrowało je tylko do 1942 (rozpoczęcie okupacji wolnej strefy) w formie hołdu wobec weteranów i poległych za Ojczyznę. Święto było za to oficjalnie obchodzone na emigracji i w koloniach wyzwolonych przez Wolną Francję (od 1943 Francja Walcząca), w okupowanym kraju Ruch Oporu celebrował Święto Narodowe Francji wspólnie z ludnością cywilną, dla której obok Dnia Pamięci (11 listopada) była to okazja do publicznej manifestacji swojego sprzeciwu wobec sytuacji politycznej. Organizowane przez opór i cywili obchody 14 lipca nosiły za sobą represje, min. 19 lipca 1944 w Châtillon hitlerowcy rozstrzelali 52 osoby w ramach kary za zorganizowane przez oddział maquis FTP-FFI Święto Narodowe Francji w Lamure-sur-Azergues.